# Dolenja Brezovica (Brezovica)
Dolenja Brezovica (Duits: Unterbernstein) is een plaats in Slovenië en maakt deel uit van de gemeente Brezovica in de NUTS-3-regio Osrednjeslovenska. De plaats telde 53 inwoners op 1 januari 2020.

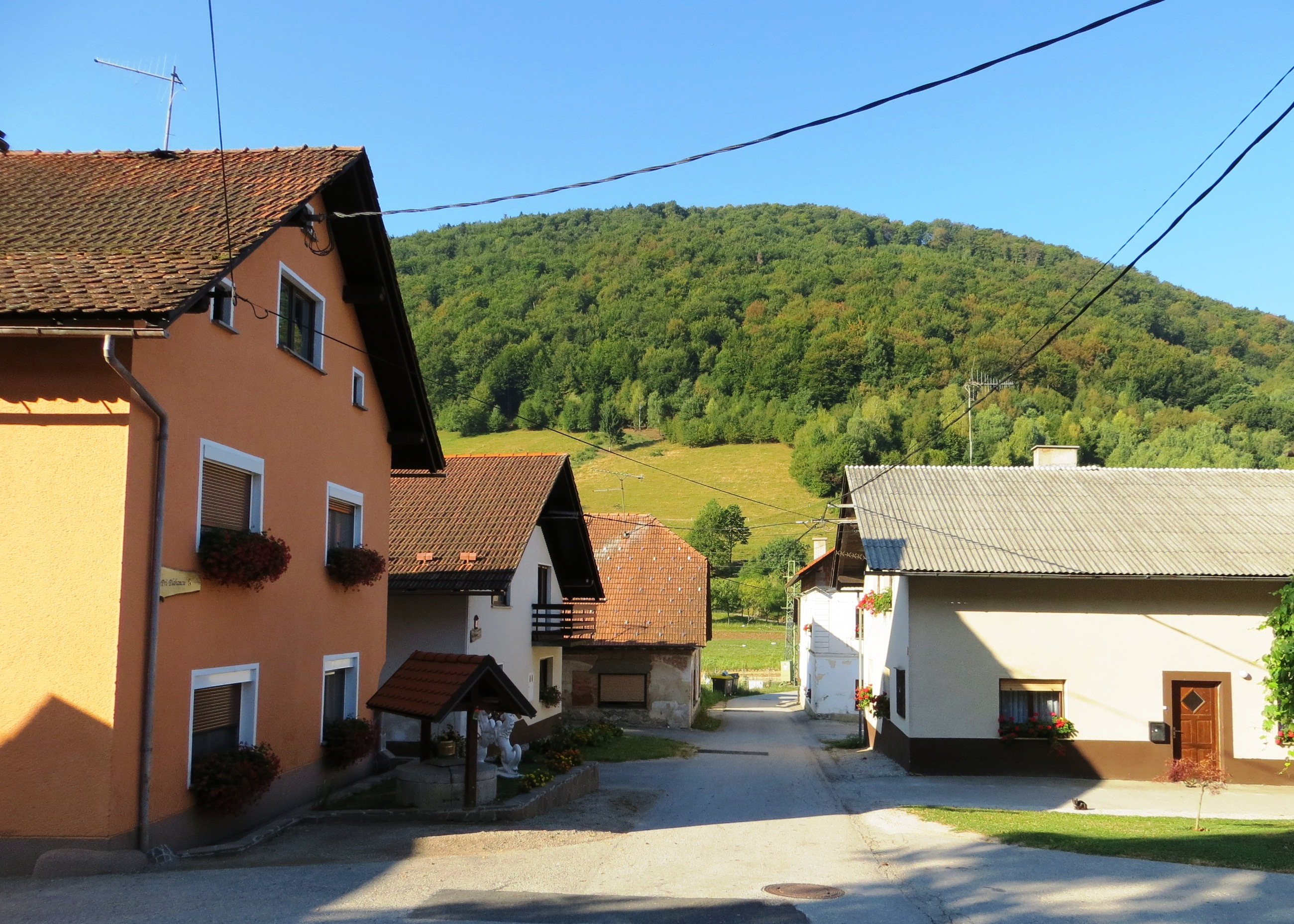
Dolenja Brezovica